# Óscar Pereiro
Óscar Pereiro Sio (Mos, Galicia, Spanyolország, 1977. augusztus 3. –) spanyol profi kerékpáros, a 2006-os Tour de France győztese. 2010-ben visszavonult a versenyzéstől.

## 2006-os Tour de France
Pereiro győzelme meglehetősen szokatlan körülmények között született meg. A verseny első hegyi szakaszain, a Pireneusokban több, mint fél órás hátrányt szedett össze az élen állókkal szemben. Már nem számoltak vele az összetettben, ezért a 13. szakaszon engedték, hogy megszökjön. Pereiro itt ledolgozta minden hátrányát, és habár a szakaszt Jens Voigt nyerte meg, átvette a sárga trikót Floyd Landistől. Az Alpok hegyi szakaszain viszont meglepetésre tartotta a lépést a legjobbakkal. Landis a 15. szakaszon visszavette a vezetést, de a 16. szakaszon látványosan elfáradt, majdnem 10 percnyi hátrányt szedett össze és Pereiro állt az élre ismét. A következő hegyi szakaszon viszont Landis bevállalt egy elsőre öngyilkosnak tűnő szökést, a teljes szakaszt egyedül mente végig és végül több, mint öt percet vert mindenkire. A különbség kettejük között minimálisra csökkent, amit Landis az utolsó egyéni időfutamon ledolgozott és Párizsban ő vehette át az összetett győztesnek járó sárga trikót. Pár nappal később kiderült, hogy Landis pozitív doppingmintát produkált a "hősies" győzelme után a 17. szakaszon. Landistől elvették az összetett győzelmet és miután fellebbezése sikertelen volt, Pereiro lett a hivatalos győztes. Az ügy több, mint egy évvel később zárult le, tehát a 2007-es Tour de France úgy zajlott le, hogy nem lehetett tudni, ki a címvédő.

## Főbb eredményei

### Tour de France
- 2004: 10. hely összetettben (+22' 54")
- 2005: 10. hely összetettben (+16' 04"); Győzelem a 16. szakaszon, a legagresszívebb versenyzőnek járó különdíj (Prix de la combativité)
- 2006: 1. hely összetettben;  5 nap a sárga trikóban
- 2007: 10. hely összetettben (+14' 25")
- 2008: nem fejezte be bukás miatt[3]

### Győzelmei
2001
- 1 szakasz, GP R.L.V.T.

2002
- 1 szakasz, Setmana Catalana

2003
- 1 szakasz, Tour de Suisse

2004
- Classique des Alpes

2005
- 1 szakasz, Tour de France
- Prológ, Tour de Romandie

2006
- Tour de France

## Külső hivatkozások
- Hivatalos oldal